# Atentado de Finsbury Park em 2017
O atentado de Finsbury Park em 2017 ocorreu em 19 de junho de 2017, quando uma van (carrinha) conduzida por Darren Osborne, foi lançada propositadamente contra pedestres (peões) muçulmanos no Finsbury Park, Londres, Reino Unido, causando uma morte  e ferindo doze pessoas. 
O atentado ocorreu perto da Casa de Bem-Estar Muçulmano, a 100 metros da Mesquita de Finsbury Park. O grupo de muçulmanos já havia realizado a tarawih, as orações noturnas realizadas durante o Ramadã, quando encontraram um homem que desmaiara e estava a receber ajuda. Ao fazerem os primeiros socorros, eles foram empurrados e doze ficaram feridos. O homem morreu no local e os resultados preliminares pós-morte mostraram que ele morreu de múltiplas lesões.
A 23 de Junho, Darren Osborne,  de Cardiff,  foi acusado de homicídio e tentativa de homicídio relacionados com terrorismo. No início de Fevereiro de 2018, no Woolwich Crown Court, foi considerado culpado de ambos os crimes e condenado a prisão perpétua.